# Agata Ciabattoni
Agata Ciabattoni (* 1971 in Ripatransone) ist eine italienische Informatikerin und Professorin am Institute of Logic and Computation an der Technischen Universität Wien. Ihr Forschungsschwerpunkt liegt auf nichtklassischen Logiken.

## Leben
Agata Ciabattoni, geboren 1971 in Ripatransone in Italien, beendete ihr Masterstudium 1994 an der Universität Bologna und promovierte im Jahr 2000 an der Universität Mailand. Anschließend erhielt sie ein im europäischen Programm für Forschungsförderung vergebenes Marie-Curie-Stipendium und übersiedelte im Rahmen dessen nach Wien, wo sie bis 2006 als Forschungsassistentin an der TU Wien arbeitete. Im Jahr 2007 habilitierte sie sich an der selbigen Universität, setzte ihre Arbeit als Forschungsassistentin jedoch fort. 2011 erhielt sie den START-Preis für exzellente Forschungsarbeiten. Seit 2012 ist sie Professorin am Institute of Logic and Computation der TU Wien. Ciabattoni ist Vorstandsmitglied der Kurt-Gödel-Gesellschaft und wirkt bei der Verfassung des Jahresberichts Collegium Logicum mit. Sie ist verheiratet und hat ein Kind.

## Forschung
Ihr Forschungsgebiet umfasst im weitesten Sinne die mathematische Logik. Aktuell beschäftigt sie sich mit der Formalisierung norm-basierter, moralischer Systeme. Agata Ciabattoni ist in leitender Funktion für Projekte zuständig, die von verschiedenen, großen Institutionen unterstützt werden, wie beispielsweise durch die FWF, WWTF oder FFG. Im Folgenden ist eine Auswahl ihrer aktuellen und abgeschlossenen Forschungsprojekte angeführt:
- 2011 – 2017: Non classical proofs: Theory, Applications and Tools[2] (START-prize); gefördert durch die FWF
- 2019 – 2020: Norm-based reasoning:from legal and moral traditions to AI systems[3]; gefördert durch die Volkswagen Stiftung
- 2017 – 2022: WWFT Project; Reasoning Tools for Deontic Logic and Applications to Indian Sacred Texts[4]; gefördert durch die WWTF

## Publikationen (Auswahl)
Im Januar 2020 hatte Ciabattoni einen h-Index von 22 und wurde 1544-mal zitiert (Google Scholar). Es folgt eine Auswahl ihrer meistzitierten Arbeiten:
- A Ciabattoni, N Galatos, K Terui (2008) From axioms to analytic rules in nonclassical logics, 3rd Annual IEEE Symposium on Logic in Computer Science
- M Baaz, A Ciabattoni, CG Fermüller (2003) Hypersequent calculi for Gödel logics—a survey, Journal of Logic and Computation
- A Ciabattoni, N Galatos, K Terui (2012) Algebraic proof theory for substructural logics: cut-elimination and completions, Annals of Pure and Applied Logic

## Auszeichnungen
● FWF START-Preis 2011